# Port-Sainte-Marie
Port-Sainte-Marie é uma comuna francesa na região administrativa da Nova Aquitânia, no departamento Lot-et-Garonne. Estende-se por uma área de 19,02 km². Em 2010 a comuna tinha 1 919 habitantes (densidade: 100,9 hab./km²).